# أولاد أحمد (سيدي العابد)
أولاد أحمد هو دُوَّار يقع بجماعة سيدي العابد، إقليم تاونات، جهة فاس مكناس في المملكة المغربية. ينتمي الدوّار لمشيخة سيدي العابد التي تضم 12 دوار. يقدر عدد سكانه بـ 68 نسمة حسب الإحصاء الرسمي للسكان والسكنى لسنة 2004.

## روابط خارجية
- البوابة الوطنية للجماعات الترابية
- المندوبية السامية للتخطيط